# Aphanogmus goniozi
Aphanogmus goniozi är en stekelart som beskrevs av Paul Dessart 1988. Aphanogmus goniozi ingår i släktet Aphanogmus och familjen pysslingsteklar. Inga underarter finns listade i Catalogue of Life.